# Skerryvore

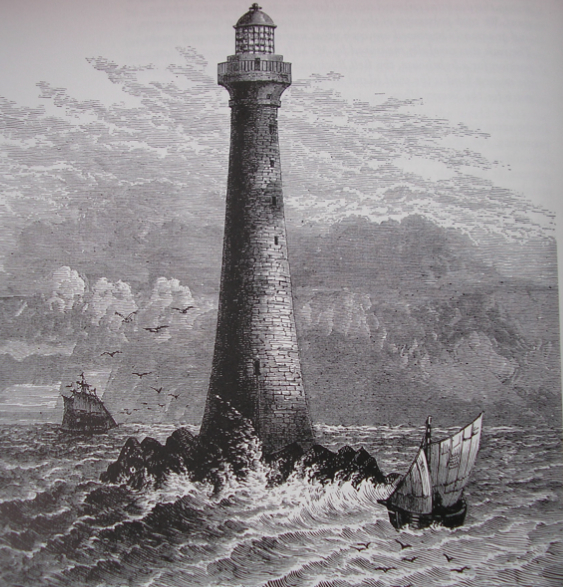
Gravat del del far a Skerryvore.

Skerryvore (del gaèlic escocès Sgeir Mhor, que significa "roca gran") és una remota illa localitzada en el grup de les Hèbrides Interiors, a Escòcia.
L'illa ocupa una superfície de 26 m² i la seva altitud màxima sobre el nivell del mar és de 3 metres.
Com Skerryvore també es coneix el far localitzat a la mateixa illa, construït amb algunes dificultats entre 1838 i 1844 per Alan Stevenson. Amb una altura de 48 m, es tracta del far més alt d'Escòcia.